# Ota (Alenquer)
Ota es una freguesia portuguesa del concelho de Alenquer, con 46,36 km² de área y 1 198 habitantes (2001). Densidad de población: 25,8 hab/km².